# Hvannahlíðarfjall
Hvannahlíðarfjall är en kulle i republiken Island. Den ligger i regionen Västfjordarna, 170 km norr om huvudstaden Reykjavík. Toppen på Hvannahlíðarfjall är 470 meter över havet, eller 188 meter över den omgivande terrängen. Bredden vid basen är 4,3 km.
Trakten runt Hvannahlíðarfjall är nära nog obefolkad, med mindre än två invånare per kvadratkilometer. Det finns inga samhällen i närheten. Trakten runt Hvannahlíðarfjall består i huvudsak av gräsmarker.